# Geraldine Branagan
Geraldine Brannigan, o Branagan, nota anche con lo pseudonimo di Géraldine (Clontarf, 1954), è una cantante irlandese.
Ha rappresentato il Lussemburgo all'Eurovision Song Contest 1975 con il brano Toi, classificandosi al 5º posto. Inoltre con i Pickles ha rappresentato l'Irlanda al Festival mondiale della canzone popolare 1978.

## Vita privata
Il 19 novembre 1998 ha sposato il cantante e paroliere irlandese Phil Coulter, a Wicklow, dal quale aveva già avuto sei figli: Danielle (1983), Dominique (1985), Alexandra (1986), Daragh (1986), Ryan (1989) e Georgina (1991). La coppia ha poi passato la luna di miele nella capitale italiana, Roma.

## Discografia

### Album
- 1996 - Gold & Silver Days

### Singolo
- 1975 - Toi